# Mingshan (Benxi)
Der Stadtbezirk Mingshan (chinesisch 明山区, Pinyin Míngshān Qū) ist ein Stadtbezirk in der  bezirksfreien Stadt Benxi in der nordostchinesischen Provinz Liaoning. Er hat eine Fläche von 405,3 km² und zählt 378.936 Einwohner (Stand: Zensus 2020).

## Administrative Gliederung
Auf Gemeindeebene setzt sich der Stadtbezirk aus acht Straßenvierteln und einer Großgemeinde zusammen. Diese sind:
- Straßenviertel Jinshan 金山街道
- Straßenviertel Beidi 北地街道
- Straßenviertel Gaoyu 高峪街道
- Straßenviertel Mingshan 明山街道
- Straßenviertel Dongxing 东兴街道
- Straßenviertel Xinming 新明街道
- Straßenviertel Niuxintai 牛心台街道
- Straßenviertel Wolong 卧龙街道

- Großgemeinde Gaotaizi 高台子镇